# Tribüne (Zeitung)

Tribüne von 1967

Die Tribüne war ab dem 1. Januar 1947 Zentralorgan des Bundesvorstandes des Freien Deutschen Gewerkschaftsbunds. Nach der deutschen Einheit und der FDGB-Auflösung 1990 wurde die in Berlin verlegte Zeitung im September 1991 eingestellt. Die Abonnentenkartei übernahm die Neue Zeit.

## Geschichte
Vom 2. Januar 1950 bis 1991 erschien die Zeitung fünfmal in der Woche und war damit eine der 39 Tageszeitungen der DDR. Die Auflage lag 1952 bei 300.000 und 1979 bei 405.800 Exemplaren.
Besondere Bedeutung erlangte die Zeitung während des Aufstandes vom 17. Juni 1953: zum einen war ein Artikel des Gewerkschaftssekretärs Otto Lehmann in der Tribüne unmittelbarer Anlass des Aufstandes. Er schrieb, die vom Politbüro und dem Ministerrat am 9. und 11. Juni beschlossenen Normenerhöhungen seien „in vollem Umfang richtig“ und zu befolgen, zum anderen war sie danach besonders bemüht die Arbeiter anzusprechen: „Folgt dem Ruf eurer Gewerkschaftsorganisation zur sofortigen Wiederaufnahme der Arbeit. Das liegt im Interesse jedes Werktätigen, denn nur so kann die Versorgung der Bevölkerung gesichert und verbessert werden.“
Günter Schabowski wurde 1953 stellvertretender Chefredakteur der Tribüne.
Ab 1957 bis 1989 war sie Veranstalter des Tribüne Bergpreises.

## Chefredakteure
- 1947–1951 Fritz Apelt und Jacob Walcher (für Berlin)
- 1951–1953 Günter Erxleben
- 1953–1975 Waldemar Pose
- 1975–1981 Claus Friedrich
- 1981–1989 Günter Simon
- 1989–1990 Frank Käßner
- 1990–1991 Michael Bolz
- 1991 Hubert von Brunn